# 茨城県道・栃木県道146号結城石橋線

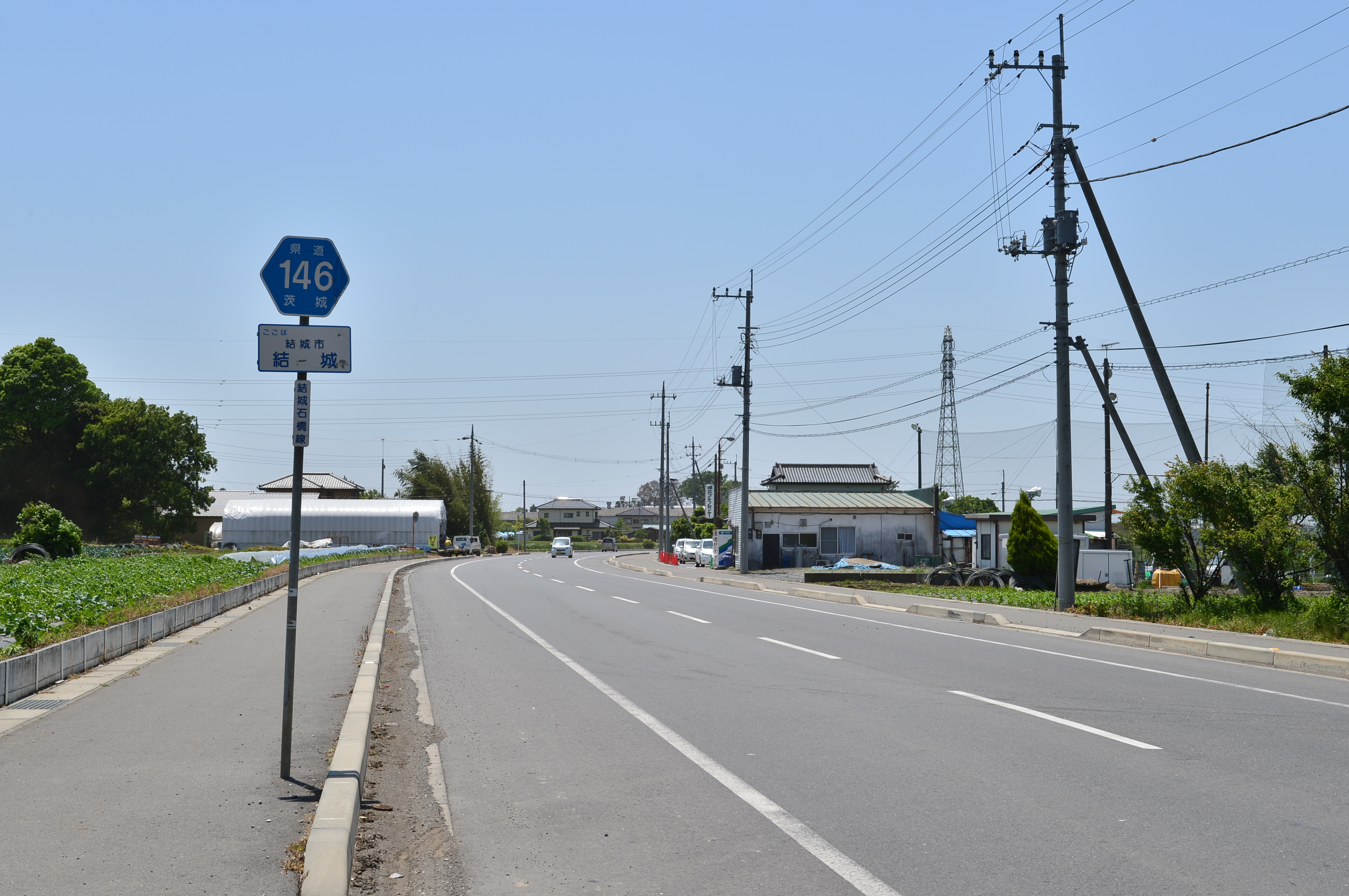
茨城県道146号結城石橋線
結城市結城（2015年5月）

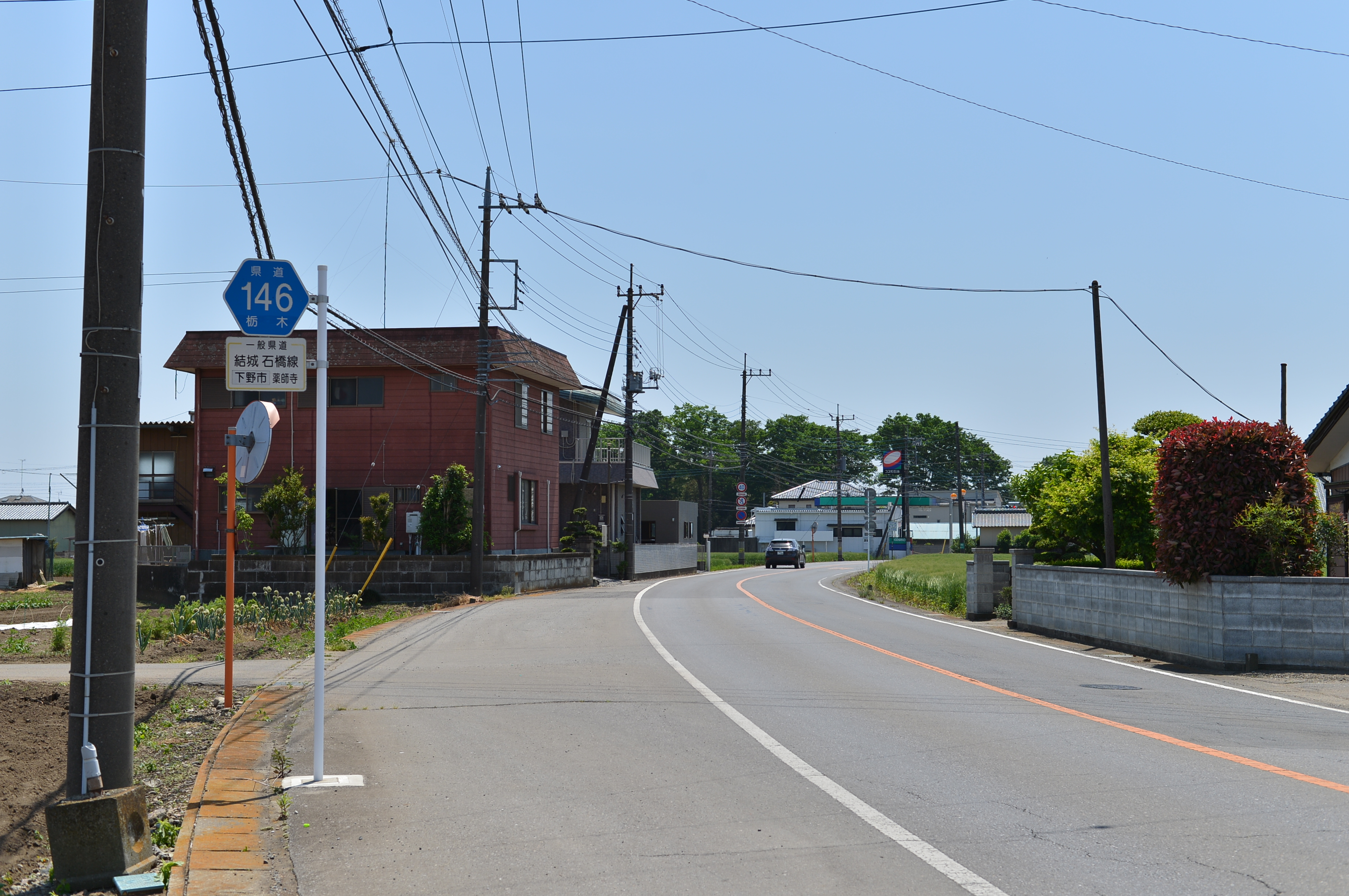
栃木県道146号結城石橋線
下野市薬師寺（2015年5月）

茨城県道・栃木県道146号結城石橋線（いばらきけんどう・とちぎけんどう146ごう ゆうきいしばしせん）は、茨城県結城市から栃木県下野市に至る一般県道である。

## 概要
結城市の郊外から小山市東部の工業団地、および下野市役所南河内庁舎付近を通って下野市石橋へ至る道路。起点付近である茨城県道35号宇都宮結城線から神明橋北の約100mの区間は、大半の地図帳および現地の標示では茨城県道147号小金井結城線の扱いとなっており、茨城県道路現況調書での記載と異なっている。

### 路線データ
- 起点 : 茨城県結城市結城（茨城県道35号宇都宮結城線交点）
- 終点 : 栃木県下野市石橋（本町交差点＝国道4号交点）
- 総延長：15.013 km（茨城県区間：1.920 km[1]、栃木県区間：13.097 km）
- 重用延長：*.* km（茨城県区間：0.714 km[1]、栃木県区間：*.* km）
- 未供用延長：なし（茨城県区間：0.0 km[1]、栃木県区間：*.* km）
- 実延長：*.* km（茨城県区間：1.206 km[1]、栃木県区間：*.* km）
- 自動車交通不能区間延長[注釈 1]：*.* km（茨城県区間：0.0 km[1]、栃木県区間：*.* km）

## 歴史
1959年（昭和34年）10月14日、新たな県道として茨城県結城市を起点とし、栃木県下都賀郡石橋町を終点とする区間を本路線とする県道結城石橋線として茨城県が県道路線認定した。
1995年（平成7年）に整理番号146となり現在に至る。

### 年表
- 1959年（昭和34年）10月14日
  - 現在の路線が県道結城石橋線（図面対照番号214）として茨城県が路線認定[2]。
  - 茨城県内の道路の区域は、結城市大字結城の二級国道前橋水戸線分岐（旧国道50号の大町交差点）から県界結城市大字結城までと決定された[3]。
- 1995年（平成7年）3月30日：茨城県区間において、整理番号が整理番号298から現在の番号（整理番号146）に変更される[4]。
- 2008年（平成20年）6月20日：結城市大字結城字砂窪（一般県道小金井結城線）から同市大字結城字松木合までバイパス（都市計画道路作の谷松木合線、960m）が開通する [5][6]。
- 2009年（平成21年）3月9日：バイパス（都市計画道路作の谷松木合線）開通を受け、結城市大字結城字栄町から同市大字結城字松木合まで旧道（1.563km）が県道指定解除により結城市道に降格する [7]。
- 2009年（平成21年）3月16日：結城市大字結城字松木合（県界付近）の都市計画道路作の谷松木合線の整備区間（240m）が開通する[8][6]。

## 地理

### 通過する自治体
- 茨城県
結城市
- 栃木県
小山市 - 下野市 - 河内郡上三川町 - 下野市

### 交差する道路
- 茨城県道147号小金井結城線（結城市結城・神明橋北）
- 栃木県道214号福良羽川線（小山市北飯田交差点）
- 栃木県道44号栃木二宮線（下野市仁良川交差点）
- 国道4号（新4号国道）（下野市薬師寺南立体交差）
- 栃木県道336号自治医大停車場線（下野市薬師寺）
- 栃木県道310号下野二宮線（下野市薬師寺4丁目交差点）
- 国道352号（河内郡上三川町多功・下多功交差点）

### 沿線
- 小山東部工業団地
- 小山梁工業団地
- 下野市役所南河内庁舎
- 下野市立南河内中学校
- 下野市立石橋小学校